# Armação dos Búzios
Armação dos Búzios, comunemente conosciuta come "Búzios" è un comune del Brasile nello Stato di Rio de Janeiro, parte della mesoregione delle Baixadas Litorâneas e della microregione di Lagos.
Il comune è stato costituito nel 1995 per distacco dal comune di Cabo Frio.

## Geografia fisica
Buzios è localizzata nel litorale a nord di Rio de Janeiro (176 km di distranza) ed è una delle località più ricercate dai turisti di élite sia brasiliani sia stranieri.

## Storia
Búzios era un villaggio di pescatori abitato dagli "Indio Tamoyos" fino a che venne assediata dai pirati francesi.

## Spiagge
Búzios conta 23 spiagge.

### Praia João Fernandinho
Piccola Spiaggia di acque calme e cristalline. Ci si arriva attraverso la spiaggia di João Fernandes.

### Praia Brava
Il nome in portoghese vuol dire "spiaggia impetuosa", frequentata dai surfisti con le sue acque agitate per la maggior parte dell'anno. Alla fine della spiaggia c'è un sentiero che porta alla spiaggia dei naturisti chiamata "Olho de Boi" (occhio di bue).